# Julia Dygruber
Julia Dygruber (25 ottobre 1991) è un'ex sciatrice alpina austriaca.
In seguito al matrimonio ha assunto il cognome del coniuge e nell'ultimo scorcio della sua carriera (stagioni 2017-2018) si è registrata, nelle liste FIS, come Julia Grünwald.

## Biografia
Specialista delle prove tecniche originaria di Rußbach am Paß Gschütt e attiva in gare FIS dal gennaio del 2008, ha debuttato in Coppa Europa l'8 febbraio 2011 a Courchevel, piazzandosi 21ª in slalom gigante; un mese dopo, l'11 marzo, è salita per la prima volta sul podio nel circuito continentale, giungendo 2ª nello slalom gigante disputato sulle nevi di La Molina alle spalle della tedesca Simona Hösl.
Ha debuttato in Coppa del Mondo il 29 dicembre 2011 a Lienz, senza concludere la prova di slalom speciale, e il 4 dicembre 2014 ha conquistato il suo unico successo in Coppa Europa, a Hemsedal in slalom speciale. Il 15 gennaio 2016 ha colto a Flachau in slalom speciale il suo miglior piazzamento in Coppa del Mondo (10ª) e il 19 marzo 2017 ha ottenuto il suo ultimo podio in Coppa Europa piazzandosi 2ª nello slalom speciale disputato a San Candido.
Si è ritirata al termine della stagione 2017-2018; ha disputato la sua ultima gara in Coppa del Mondo il 10 marzo 2018 a Ofterschwang, senza completare la prova di slalom speciale, mentre la sua ultima gara in carriera è stato lo slalom speciale dei Campionati austriaci 2018, il 27 marzo a Ramsau am Dachstein, che la Dygruber non ha completato. In carriera non ha partecipato a rassegne olimpiche o iridate.

## Palmarès

### Coppa del Mondo
- Miglior piazzamento in classifica generale: 71ª nel 2016

### Coppa Europa
- Miglior piazzamento in classifica generale: 16ª nel 2016
- 7 podi:
  - 1 vittoria
  - 6 secondi posti

#### Coppa Europa - vittorie
| Data            | Località | Paese    | Specialità |
| --------------- | -------- | -------- | ---------- |
| 4 dicembre 2014 | Hemsedal | Norvegia | SL         |

Legenda:

SL = slalom speciale

### Campionati austriaci
- 2 medaglie[1]:
  - 1 oro (slalom speciale nel 2017)
  - 1 argento (slalom gigante nel 2011)